# 朴钟圭

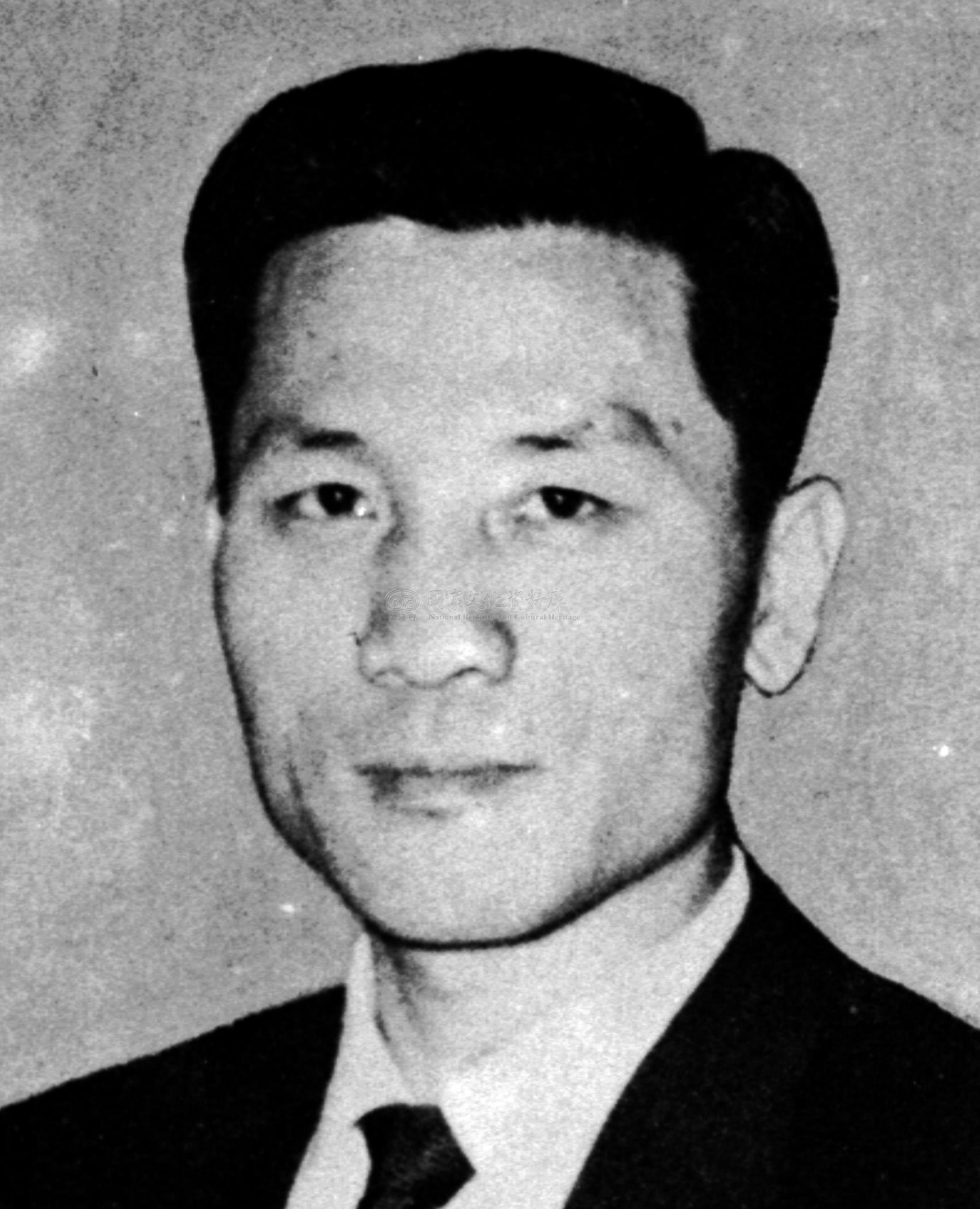
1966年的朴钟圭。

朴钟圭（：／ Park Jong-gyu，1930年5月28日—1985年12月3日），韩国政治人物，曾任总统警护室长、国会议员等职。

## 生平
朴钟圭于1930年5月28日出生于日占朝鲜庆尚南道昌原郡（今昌原市），年少时随父母到日本，并成长于京都，日本投降后于1945年9月回到朝鲜半岛，1947年加入大韩民国国军的前身国防警备队。
朴钟圭是朴正熙的亲信，早在美国军政厅统治时期即成为朴正熙的下属。1961年，朴钟圭作为朴正熙的警卫人员参加了5.16军事政变，负责逮捕国务总理张勉等任务。1964年5月17日，朴钟圭被任命为总统警护室长。1974年8月15日发生文世光事件，事后朴钟圭因愧疚于未能保护总统夫人陆英修而引咎辞职，由车智澈接任总统警护室长。之后朴钟圭于1978年当选为国会议员，1980年退出政坛。
朴钟圭酷爱并极度擅长手枪射击，人称“手枪朴”（피스톨 박）。在卸任总统警护室长后，朴钟圭先后担任过大韩射击联盟会长、亚洲射击联合会主席、国际射击联盟副主席、大韩体育会会长等职务。在退出政坛后，他还担任了国际奥林匹克委员会委员和汉城（今称首尔）奥组委副主席。
1985年12月3日，朴钟圭因肝癌在韩国汉城逝世，终年55岁。